# Катастрофа Boeing 737 под Тегераном
Катастро́фа Boeing 737 под Тегера́ном — крупная авиационная катастрофа, произошедшая в среду 8 января 2020 года. Авиалайнер Boeing 737-8KV авиакомпании «Международные авиалинии Украины (МАУ)» выполнял плановый международный рейс PS752 по маршруту Тегеран—Киев, но примерно через 3 минуты после взлёта был сбит двумя ракетами «земля-воздух», выпущенными с базы ВВС Ирана, и рухнул на землю в 15 километрах от аэропорта Тегерана. Погибли все находившиеся на его борту 176 человек — 167 пассажиров и 9 членов экипажа.
Первоначально гражданские власти Ирана заявляли, что авиалайнер потерпел катастрофу из-за технической неисправности, отрицая, что он мог быть сбит. В то же время ряд лидеров западных стран, ссылаясь на данные разведки, утверждали, что самолёт был сбит ПВО Ирана. Через 3 дня после катастрофы иранские власти признали, что рейс 752 был сбит их силами ПВО в результате «человеческой ошибки» в обстановке повышенной боевой готовности вооружённых сил, связанной с возможным ответом США на ракетный удар Ирана по американским военным объектам в Ираке.
После катастрофы ряд стран и их авиакомпаний принял решение временно приостановить полёты над Ираном и Ираком.
Катастрофа рейса 752 стала крупнейшей (по числу погибших) за всю историю украинской авиации и первой в истории авиакомпании МАУ. Также она занимает 52-е место в списке 100 крупнейших катастроф в истории авиации.

## Предшествующие обстоятельства
Катастрофа рейса PS752 произошла на фоне политического кризиса между США и Ираном, всего через несколько часов после ракетной атаки на американские военные объекты в Ираке, совершённой КСИР Ирана в ответ на убийство в Багдаде командующего спецподразделением «Аль-Кудс» генерала Касема Сулеймани. За несколько часов до катастрофы Федеральное управление гражданской авиации США (FAA) закрыло авиапространство над Ираном, Ираком, Персидским и Оманским заливами для американских пассажирских самолётов. Самолёты авиакомпаний других стран в эту ночь вылетали из аэропорта Тегерана в штатном режиме. При этом иранские военные незадолго до катастрофы рейса 752 просили правительство страны прекратить полёты гражданских самолётов на время ударов по американской базе Айн Аль-Асад в Ираке, но их требование по ряду причин не было выполнено.

## Сведения о рейсе 752

### Самолёт
Boeing 737-8KV (регистрационный номер UR-PSR, заводской 38124, серийный 5977) был выпущен на заводе компании «Boeing» в Рентоне (Вашингтон, США) в 2016 году и 21 июня совершил свой первый испытательный полёт. Лайнер получил регистрационный номер UR-PSR («Papa Sierra Romeo» или кратко «Romeo») и 19 июля того же года был передан заказчику — украинской авиакомпании «Международные авиалинии Украины (МАУ)»; был приобретён ей в долгосрочный лизинг. 20 июля лайнер прибыл в киевский аэропорт Борисполь.
Лайнер был оснащён двумя турбовентиляторными двигателями CFM International CFM56-7B26. Самолёт эксплуатировался в компоновке салона на 12 мест бизнес-класса и 168 мест экономкласса (C12Y168). Последнее техническое обслуживание проводилось 6 января 2020 года, никаких неполадок обнаружено не было. При «возрасте» 3 года и 6 месяцев данный самолёт был одним из самых молодых представителей семейства 737 Next Generation в авиапарке МАУ.

### Экипаж
Тегеран расположен в горном регионе, поэтому полёты туда отличаются определёнными сложностями, и авиакомпании из других стран (включая украинскую МАУ) нередко используют данные полёты для оценки мастерства пилотов и проверки их действий в чрезвычайных ситуациях. В связи с этим, а также в связи с увеличенным рабочим временем, самолётом управлял усиленный экипаж из 9 человек, имевших гражданство Украины.
Состав экипажа был таким:
- Командир воздушного судна (КВС) — 50-летний Владимир Иванович Гапоненко (укр. Володимир Іванович Гапоненко). Очень опытный пилот, выпускник Кировоградского высшего лётного училища Национального авиационного университета. Налетал 11 590 часов, 8428 из них на Boeing 737 (4462 из них на Boeing 737-800).
- Второй пилот — 48-летний Сергей Анатольевич Хоменко (укр. Сергій Анатолійович Хоменко). Опытный пилот, был командиром «Блакитної стежі» (подразделения Военно-транспортной авиации Украины) и командиром авиационного отряда самолётов Ту-134. Налетал 7633 часа, 3642 из них на Boeing 737 (2002 из них на Boeing 737-800).
- Пилот-инструктор — 42-летний Алексей Евгеньевич Наумкин (укр. Олексій Євгенович Наумкін). Очень опытный пилот, окончил факультет лётной эксплуатации воздушных судов НАУ. Управлял самолётом Embraer E-190. Налетал 12 052 часа, 9820 из них на Boeing 737 (3240 из них на Boeing 737-800).

В салоне самолёта работали 6 бортпроводников:
- Игорь Валерьевич Матьков (укр. Ігор Валерійович Матьков), 34 года — старший бортпроводник. Выпускник Кировоградского высшего лётного училища, окончил отделение восточных языков Киевского национального лингвистического университета.
- Валерия Евгеньевна Овчарук (укр. Валерія Євгеніївна Овчарук), 28 лет.
- Екатерина Олеговна Статник (укр. Катерина Олегівна Статнік), 27 лет.
- Юлия Николаевна Сологуб (укр. Юлія Миколаївна Сологуб), 25 лет.
- Денис Михайлович Лыхно (укр. Денис Михайлович Лихно), 24 года. Выпускник Аэрокосмического института Национального авиационного университета.
- Мария Михайловна Микитюк (укр. Марія Михайлівна Микитюк), 24 года. Выпускница Гуманитарного института Национального авиационного университета.

### Пассажиры
На борту самолёта находились 167 пассажиров; 138 из них были гражданами или резидентами Канады (при этом большая их часть была иранцами), которые летели транзитом в Торонто. Катастрофа рейса 752 также стала одним из крупнейших по числу погибших граждан Канады в истории авиации с момента взрыва Boeing 747 под Корком в 1985 году.
Среди пассажиров также были иностранные студенты Национального медицинского университета имени А. А. Богомольца и 24 несовершеннолетних.
Также среди пассажиров на борту самолёта находилась канадская учёная (выходец из Ирана) и доктор иммунологии Форуг Хадем (англ. Forough Khadem), сделавшая важное открытие в лечении лейшманиоза, и 10 преподавателей из Альбертского университета в Эдмонтоне.
| Гражданство    | Пассажиры | Экипаж | Всего |
| -------------- | --------- | ------ | ----- |
| Афганистан     | 13        | 0      | 13    |
| Великобритания | 4         | 0      | 4     |
| Иран           | 81        | 0      | 81    |
| Канада         | 57        | 0      | 57    |
| Украина        | 2         | 9      | 11    |
| Швеция         | 10        | 0      | 10    |
| Всего          | 167       | 9      | 176   |

## Катастрофа

Схема полёта рейса 752 (по данным Flightradar24)

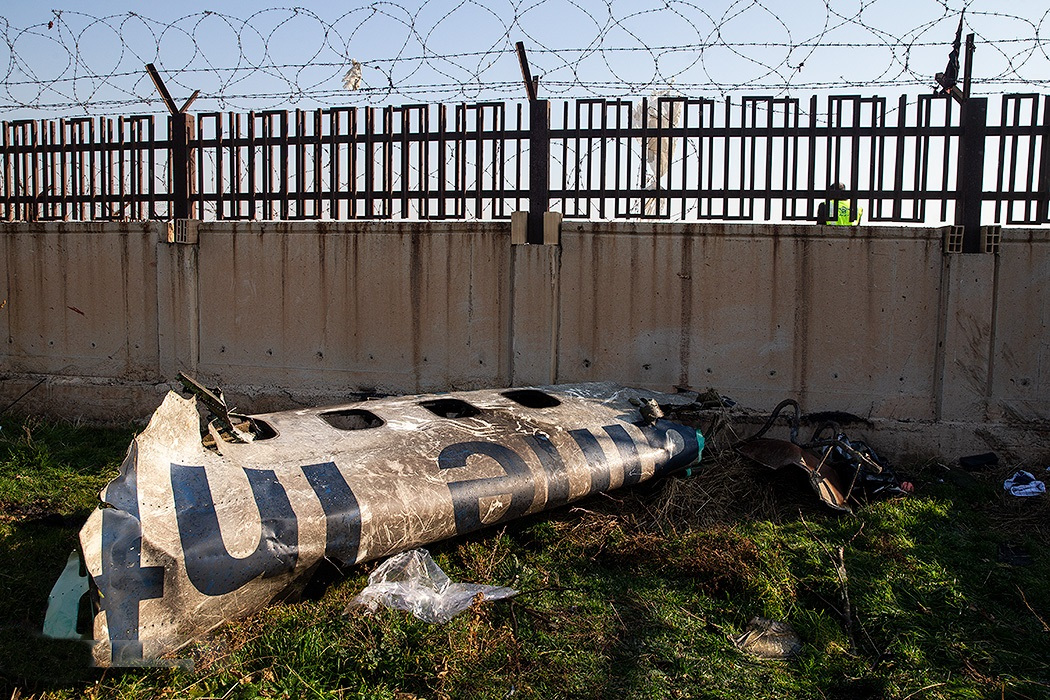
Обломок фюзеляжа рейса 752

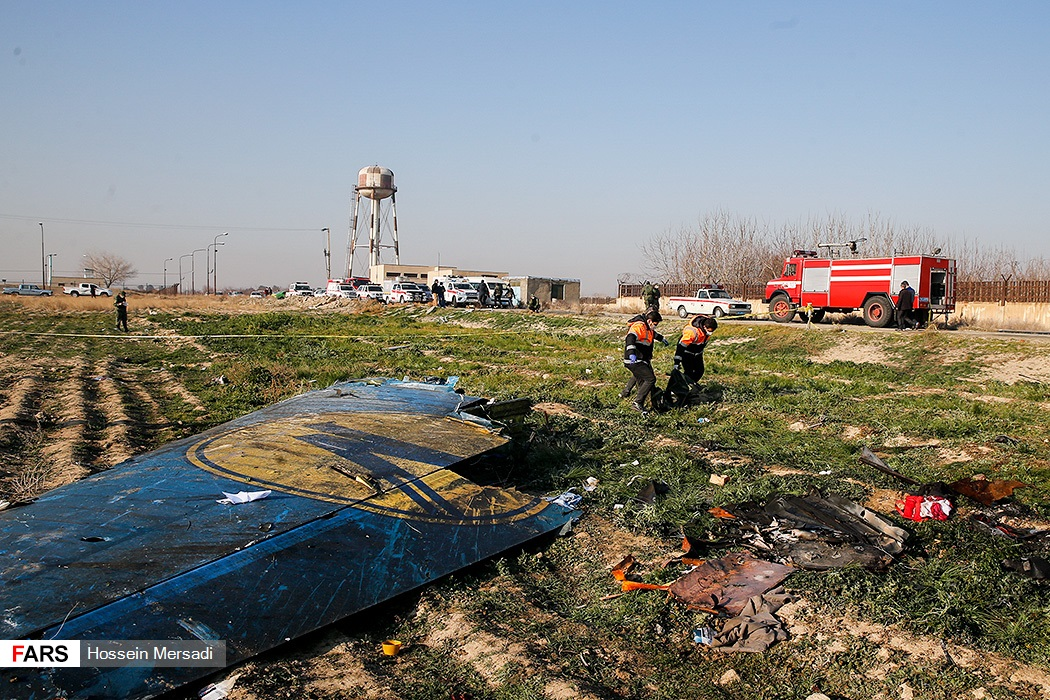
Вертикальный хвостовой стабилизатор рейса 752

Boeing 737-8KV борт UR-PSR выполнял международный рейс PS752 из Тегерана в Киев. После часовой задержки в аэропорту, которая, со слов руководства авиакомпании МАУ, произошла из-за перегрузки багажа (при взлёте КВС увидел, что максимальный вес груза превышен), в 02:42:47 UTC (06:12:47 IRST) самолёт вылетел из аэропорта Тегерана имени Имама Хомейни со взлётной полосы №29R; расчётное время приземления в киевском аэропорту Борисполь было 08:00 по киевскому времени. Между 02:44:20 и 02:44:45 UTC лайнер поворачивал направо на 24° (от взлётного курса 289° до 313°), согласно полётному курсу; но уже в 02:44:57 UTC (06:14:57 IRST), когда лайнер поднялся до высоты 2416 метров с путевой скоростью 509 км/ч, связь с ним неожиданно прервалась, а его метка исчезла с радаров; в этот момент он находился у северной границы Паранда, в 20 километрах к северо-западу от аэропорта Тегеран.
По сообщениям иранской стороны, оператор системы ПВО идентифицировал рейс PS752 как крылатую ракету, однако из-за помех в связи не доложил об этом командованию и самостоятельно принял решение выпустить ракеты по цели. Две ракеты с интервалом в 20 секунд были запущены комплексом «Тор-М1» российского производства, расположенным в деревне Бидганех на западе Тегерана. Рейс PS752 врезался в землю в Халаджабаде (пригороде Тегерана) в 15 километрах к северу от аэропорта вылета и полностью разрушился, при этом его обломки оказались разбросаны на протяжении 300 метров и ими были частично повреждены наземные объекты (в частности, небольшой футбольный стадион). Все 176 человек на его борту погибли; по предварительным данным, катастрофа произошла в 02:48 UTC (06:18 IRST).

## Реакция
- Президент Украины Владимир Зеленский выразил соболезнования родным и близким погибших пассажиров и членов экипажа[60]. По его указанию Совет национальной безопасности и обороны сформировал оперативный штаб[61]. 11 января 2020 года Владимир Зеленский призвал правительство Ирана привлечь к ответственности виновных в авиакатастрофе и обсудить вопрос компенсации[62].
- Премьер-министр Канады (страны, гражданами которой была значительная часть погибших) Джастин Трюдо вместе с другими членами правительства Канады выразил сожаление в связи с трагедией[63].
- Телеграмму с соболезнованиями президентам Украины и Ирана направил Президент России Владимир Путин[64][65]; соболезнования семьям погибших выразили также госсекретарь США Майк Помпео[63], президент Белоруссии Александр Лукашенко[66], министр иностранных дел Швеции Анн Линде, Папа Римский Франциск[67], королева Великобритании Елизавета II[68] и другие политики[63][69].
- День 9 января был объявлен днём национального траура в Иране и на Украине[70][71].
- Канада инициировала создание международной координационной группы для родственников жертв катастрофы самолёта МАУ, которую возглавил министр иностранных дел Канады Франсуа-Филипп Шампань. 10 января члены группы, в которую вошли также Украина, Афганистан, Швеция и Великобритания, провели телефонную конференцию[72]. Первое заседание группы состоялось 16 января[73].

## Расследование

### Исследование обломков, первые версии катастрофы
Через несколько часов после катастрофы официальный представитель аэропорта Тегерана назвал причиной падения рейса PS752 возгорание двигателя, а представитель Министерства дорог и городского развития Ирана уточнил, что после возгорания двигателя самолёт охватило пламя, что привело к потере управления лайнером и последующему падению на землю. Версия о теракте на борту почти сразу была отвергнута, однако позднее эта информация была удалена из сообщения в связи с незавершённостью расследования.
Авиакомпания МАУ назвала версию о технической неисправности маловероятной, обращая внимание на проведённую двумя днями ранее плановую проверку разбившегося самолёта, не выявившую проблем. Вместе с тем вскоре после катастрофы президент Украины Владимир Зеленский распорядился проверить весь флот гражданской авиации Украины; «независимо от выводов о причинах катастрофы в Иране, будет проведена проверка лётной годности всего гражданского флота», — сообщил Зеленский на своей странице в Facebook.

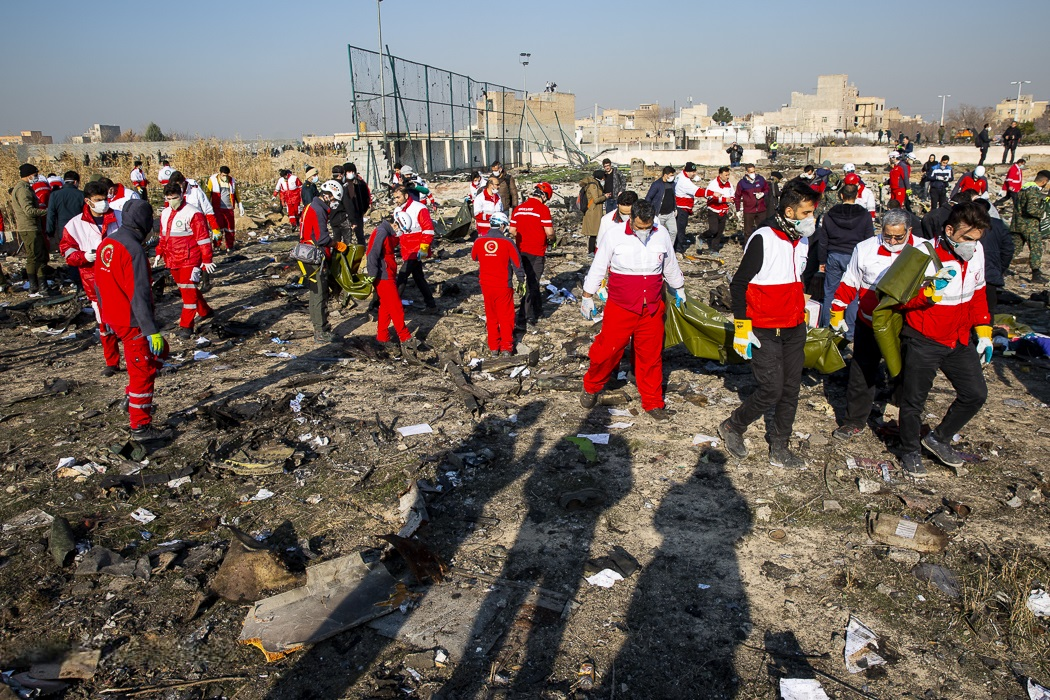
Спасательные работы на месте катастрофы

На место катастрофы была направлена иранская следственная группа. По словам главы комиссии по расследованиям катастроф Иранской организации гражданской авиации (CAOI), сообщений о чрезвычайной ситуации на борту от экипажа не поступало.
Украинское правительство сообщило, что направит собственных экспертов для помощи следственной группе в расследовании причин катастрофы. Владимир Зеленский дал указание генпрокурору Украины начать расследование причин катастрофы.

### Данные бортовых самописцев, версия о ракетной атаке
Вскоре на месте падения лайнера были обнаружены оба бортовых самописца, но Иран отказался передавать их компании «Boeing». Начальник департамента реагирования на чрезвычайные происшествия Организации гражданской авиации Ирана Хасан Резаифар (англ. Hassan Resaifar) заявил: «Чёрные ящики будут расшифровываться в авторитетной государственной лаборатории Ирана».
Ирану удалось получить часть данных с бортовых самописцев разбившегося украинского самолёта.
Согласно стандартам Международной организации гражданской авиации (ICAO), помимо представителей страны, в которой произошла авиакатастрофа, в расследовании должны принять участие американский Национальный совет по безопасности на транспорте (NTSB) (как представитель страны-производителя самолёта), французское Бюро по расследованию и анализу безопасности гражданской авиации (BEA) (как представитель страны-производителя двигателей) и украинское Национальное бюро по расследованию авиационных происшествий и инцидентов с гражданскими воздушными судами (как представитель страны регистрации самолёта). Глава CAOI и иранского отделения ICAO Али Абедзаде (англ. Ali Abedzadeh) сообщил, что представители Украины будут допущены к расследованию.
На следующий день после катастрофы иранские следователи сообщили, что самолёт начал терять высоту при вылете из зоны аэропорта (при этом он был охвачен огнём), а незадолго до падения на землю предпринял попытку вернуться в аэропорт вылета.
9 января Совет национальной безопасности и обороны Украины назвал 4 основные версии катастрофы: поражение самолёта зенитной ракетой, столкновения с беспилотным летательным аппаратом или другим объектом, разрушение и взрыв двигателя, взрыв внутри самолёта (теракт).
Вечером того же дня секретарь СНБО Украины Алексей Данилов сообщил, что Совет национальной безопасности и обороны рассматривает 7 версий катастрофы самолёта «Международных авиалиний Украины (МАУ)», который разбился недалеко от Тегерана: «Версий мы имеем семь — четыре в открытом доступе, три версии являются пока закрытыми. Окончательное решение мы можем принять, когда будут проведены полностью все исследования, которые нужно в этом случае отработать». Глава CAOI Али Абедзаде заявил, что с научной точки зрения «версия о том, что самолёт был сбит ракетой, не может быть правдой ни при каких обстоятельствах».
В тот же день «Newsweek» со ссылкой на источники в Пентагоне сообщил о возможном поражении самолёта ракетой, выпущенной иранскими средствами ПВО. Вскоре, ссылаясь в том числе на данные канадской разведки, об этом заявили премьер-министр Канады Джастин Трюдо (без указания источника информации) и премьер-министр Великобритании Борис Джонсон.
«CBS» со ссылкой на источники в американской разведке утверждает, что радары космического базирования зафиксировали инфракрасные следы двух ракетных пусков, вслед за которыми была отмечена вспышка взрыва. По мнению Пентагона и американской разведки, рейс PS752 был сбит ракетой российского производства «Тор». Газета «The New York Times» опубликовала видео предполагаемого попадания ракеты в самолёт и утверждает, что «лайнер сразу после попадания в него ракеты не взорвался, а на протяжении нескольких минут продолжал движение и успел совершить разворот в сторону аэропорта». Свои сомнения по поводу технических причин катастрофы рейса 752 также выразил президент США Дональд Трамп.
9 января США решили направить своего представителя для расследования причин авиакатастрофы в Иране. В тот же день компания «Boeing» выразила готовность оказать содействие в расследовании.
9 января премьер-министр Канады Джастин Трюдо заявил, что его страна располагает разведывательными данными из нескольких источников, которые указывают на то, что украинский самолёт был сбит иранской ракетой класса «земля-воздух».
10 января все обломки разбившегося самолёта были собраны и вывезены в ангар для реконструкции самолёта и расследования причины катастрофы. Глава CAOI Али Абедзаде заявил, что расследование катастрофы может растянуться на 2 года, а расшифровка бортовых самописцев займёт до двух месяцев.
Согласно сообщению министра иностранных дел Украины Вадима Пристайко, Украина получила от Ирана доступ к бортовым самописцам разбившегося самолёта. По его словам, представителям украинской стороны также предоставили доступ к обломкам самолёта и месту катастрофы, а также к записям переговоров авиадиспетчеров аэропорта Тегерана с пилотами рейса PS752. Как отметил Пристайко, украинский экипаж до последнего не сообщал ни о каких неполадках, однако перед катастрофой резко изменил курс.
Вечером 10 января руководитель СБУ Иван Баканов заявил, что две основные версии причин катастрофы — попадание ракеты и теракт.
11 января МИД Ирана заявил, что рейс PS752 был сбит ракетой Вооружённых сил Ирана в результате «человеческой ошибки».
В ходе расследования катастрофы, согласно сообщению неназванного источника, члены международной комиссии предварительно установили, что ракета попала в нижнюю переднюю часть фюзеляжа прямо под кабиной пилотов.
Президент Украины Владимир Зеленский договорился с президентом Франции Эмманюэлем Макроном о привлечении французских специалистов к расшифровке бортовых самописцев разбившегося самолёта МАУ. 12 января французское Бюро по расследованию и анализу безопасности гражданской авиации (BEA) сообщило, что оба самописца сбитого рейса 752 будут расшифрованы на территории Украины.
13 января Совет по безопасности на транспорте Канады (TSB) по приглашению Ирана направил в Тегеран двух своих следователей. TSB также планирует отправить вторую группу следователей с опытом загрузки и анализа бортовых самописцев.

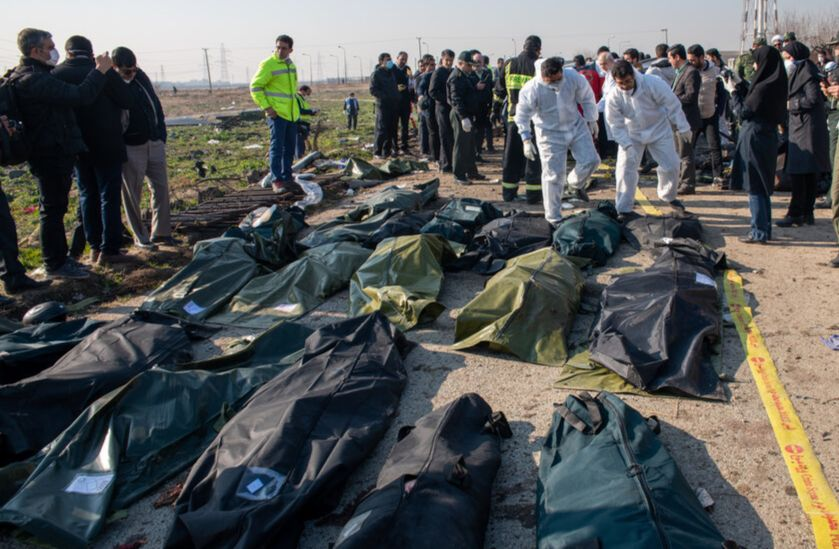
Найденные тела погибших на месте катастрофы

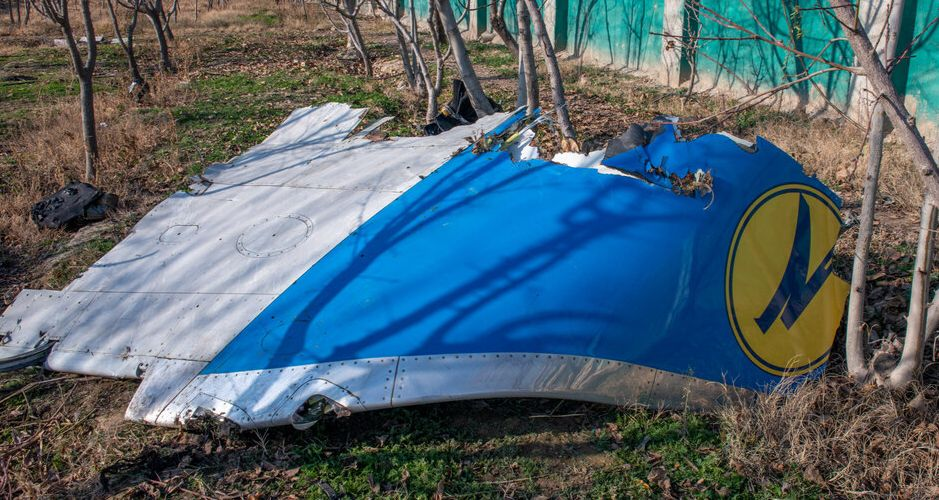
Обломок рейса 752 (винглет правого крыла)

14 января поисковая команда ГСЧС, эксперты МВД и следователи Национальной полиции Украины завершили поисковые работы, следственные мероприятия и работу по идентификации тел погибших на месте катастрофы и вернулись на Украину.
В июне в Министерстве иностранных дел Ирана заявили о готовности провести переговоры с Украиной по бортовым самописцам и выплате компенсаций семьям погибших. Однако 9 июля заместитель главы МИД Украины Евгений Енин заявил, что с начала 2020 года Украина направила Ирану 4 предложения о начале переговоров, но конкретную дату так и не удалось согласовать.
24 июля заместитель министра иностранных дел Украины Евгений Енин заявил, что данные бортовых самописцев рейса 752 подтвердили факт внешнего вмешательства в полёт лайнера.
29 июля в Киеве начался первый этап переговоров с Ираном по сбитому рейсу 752. По их итогам Тегеран согласился выплатить все необходимые компенсации.
20 февраля 2021 года военная прокуратура Ирана завершила расследование причин катастрофы самолёта МАУ и началась подготовка обвинительного акта 10 подозреваемым.

16 апреля 2021 года секретарь СНБО Алексей Данилов заявил, что Иран сбил самолёт украинской авиакомпании МАУ в январе 2020 года умышленно:
«Это было намеренно. Это была сознательная атака».

### Причины катастрофы
Утром 11 января глава МИД Ирана Мохаммад Джавад Зариф заявил, что, по предварительным выводам внутреннего расследования, проведённого вооружёнными силами, было сделано заключение, что рейс PS752 был сбит случайно в результате «человеческой ошибки».
В официальном сообщении говорилось:
Во время полёта самолёт оказался в непосредственной близости от одного из важных военных объектов Корпуса стражей исламской революции и по форме и высоте полёта напоминал вражеский объект.

В заявлении также было указано, что виновные будут привлечены к ответственности. В заявлении президента Ирана Хасана Рухани, опубликованном «ISNA», говорилось, что на фоне «запугиваний и агрессии со стороны США» после гибели Касема Сулеймани с целью защиты от возможных атак со стороны США иранская армия была приведена в полную готовность, «однако, к сожалению, это привело к человеческим ошибкам». По словам Рухани, Иран глубоко сожалеет о трагедии.
Генеральный штаб ВС Ирана сообщил, что через несколько часов после ракетного удара Ирана военные самолёты, принадлежавшие ВВС США, увеличили количество полётов в воздушном пространстве, окружающем Иран, и продолжали поступать сообщения о некоторых летающих целях, которые приближались к оборонительным объектам Ирана.
Командующий Военно-космическими войсками Корпуса стражей исламской революции Амир-Али Хаджизаде заявил, что оператор системы ПВО Ирана определил украинский авиалайнер как «вражеский объект» (крылатую ракету), но из-за помех в связи не смог доложить об этом командованию, поэтому он самостоятельно принял неверное решение и запустил ракету по цели. Генеральный штаб Вооружённых сил Ирана заявил, что виновные в гибели самолёта уже переданы армейской Судебной организации для принятия процессуальных решений.
21 января 2020 года CAOI опубликовала предварительный отчёт причин катастрофы рейса PS752, согласно которому, лайнер разбился после того, как в него попали две ракеты малой дальности класса «земля-воздух», выпущенные из зенитного ракетного комплекса «Тор-М1». В отчёте говорится, что пассажирский самолёт вылетел в 06:12 утра по местному времени и потерял связь с диспетчерами на высоте 8100 футов (2469 метров). В 06:15 он исчез с радара вторичного слежения, а в 06:18 — с радара первичного слежения. Также из дополненного доклада стало известно, что комплекс ПВО, сбивший украинский авиалайнер, был перемещён незадолго до катастрофы, что привело к изменению географического положения и направления комплекса; организация сообщила, что «из-за человеческой ошибки» после перемещения не была проведена перенастройка данных, как и не выполнены «обязательные после перемещения действия»; это, в свою очередь, привело к погрешности в данных при обнаружении самолёта таким образом, что комплекс ПВО распознал его как «цель, двигающуюся с юго-западного направления в сторону Тегерана» (Ирак является западным соседом Ирана).
21 декабря Тегеран представил Киеву доклад по сбитому рейсу 752.
5 января 2021 года Украина получила от Ирана проект технического отчёта расследования.

### Окончательный отчёт расследования
Окончательный отчёт расследования CAOI был опубликован 17 марта 2021 года.
Согласно отчёту:

Запуск ПВО двух ракет класса «земля-воздух» по рейсу PS752, борт UR-PSR и детонация первой ракетной боеголовки в непосредственной близости от самолёта привели к повреждению систем самолёта, а усиление повреждений привело к тому, что самолёт врезался в землю и мгновенно взорвался.
Оригинальный текст (англ.)The air defense's launching two surface-to-air missiles at the flight PS752, UR-PSR aircraft the detonation of the first missile warhead in proximity of the aircraft caused damage to the aircraft systems and the intensification of damage led the aircraft to crash into the ground and explode instantly.

В качестве сопутствующего фактора:

Меры по смягчению последствий и уровни защиты в управлении рисками оказались неэффективными из-за возникновения непредвиденной ошибки в идентификации угроз и, в конечном счёте, не смогли защитить безопасность полётов от угроз, вызванных бдительностью сил обороны.
Оригинальный текст (англ.)The mitigating measures and defense layers in risk management proved to be ineffective due to the occurrence of an unanticipated error in threat identifications, and ultimately failed to protect the flight safety against the threats caused by the alertness of defense forces.

## Освещение в СМИ
Журналисты Русской службы Би-би-си отмечали, что российские государственные каналы в первые дни после катастрофы активно поддерживали первоначальную иранскую версию о том, что украинский Boeing упал в результате неполадок двигателя, при этом версию того, что лайнер сбили, на федеральном ТВ ставили под сомнение, критикуя любительские видео со съёмками катастрофы и заявления источников американских СМИ о возможной причастности Ирана к крушению. Уже после того, как власти Ирана официально признали тот факт, что они сбили самолёт, российские телеканалы акцентировали внимание на «ответственности США» и «человеческом факторе».

## Последствия катастрофы

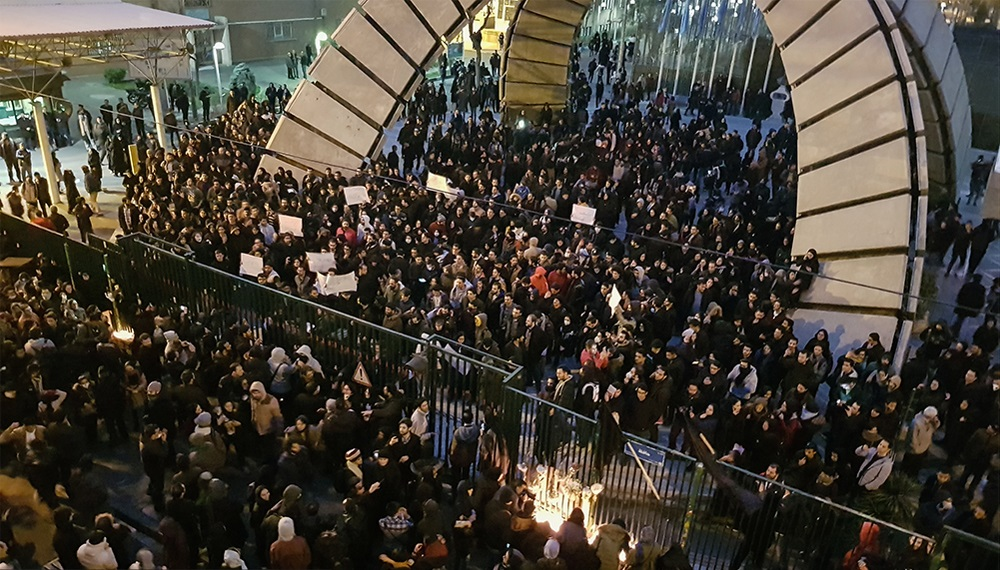
11 января 2020 года. Акция протеста в Тегеране

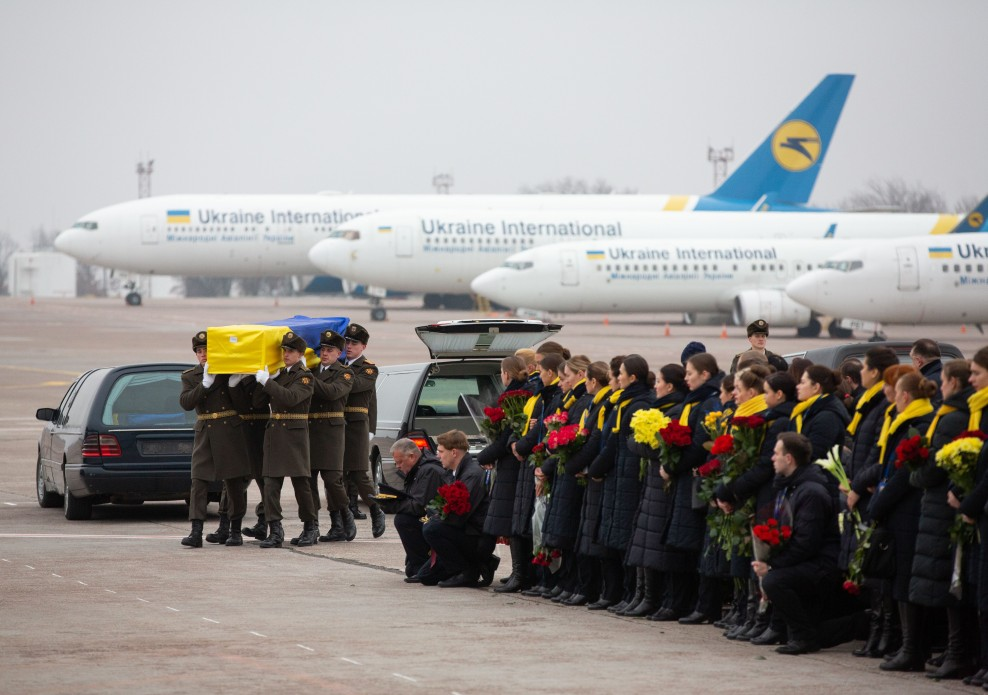
Прибытие тел погибших граждан Украины в аэропорт Борисполь (Киев)

- 8 января 2020 года авиакомпания МАУ объявила о приостановке полётов в Тегеран на неопределённый срок[134]. С 9 января был введён временный запрет для украинских авиакомпаний на полёты в Иран[135], в результате чего длительность полётов увеличилась, а авиакомпании были вынуждены искать новые пути следования[136]. В связи с высокой напряжённостью в регионе об аналогичных решениях заявили и другие авиакомпании, в том числе Singapore Airlines, China Airlines и Malaysia Airlines[137]. Не использовать воздушное пространство стран Ближнего Востока через несколько часов после катастрофы рекомендовала Росавиация, подобное решение приняли также авиакомпании Air France, Lufthansa[138] и Air Astana[139].
- С 11 по 16 января в Тегеране прошли демонстрации и акции протеста[англ.] с требованием отставки верховного лидера страны аятоллы Али Хаменеи; посла Великобритании в Иране Роберта Макера[англ.], задержанного на подобной акции протеста 11 января, вызвали в МИД Ирана[110]. Кроме того, в соцсетях Ирана появились требования суда над руководителями страны за сознательную ложь о причинах катастрофы[140].
- 19 января тела 11 граждан Украины (2 пассажиров и всех 9 членов экипажа) были возвращены на Украину[141].
- 2 июля Украина, Канада, Афганистан, Великобритания и Швеция подписали Меморандум о взаимопонимании в сотрудничестве в переговорах о выплате Ираном компенсаций (переговоры от имени 5 стран ведёт Украина); киевские власти обвиняют Тегеран в затягивании переговорного процесса. В конце июля в Киеве прошли переговоры с иранской стороной по выплате компенсаций за сбитый самолёт; 20 октября Украина и Иран завершили второй раунд переговоров.
- 29 декабря Указом Президента Украины № 600 все 9 членов экипажа рейса PS752 за героизм и самоотверженные действия при исполнении служебного долга были удостоены звания «Герой Украины»[142].
- 8 января 2021 года (в первую годовщину катастрофы) Украина, Афганистан, Великобритания, Канада и Швеция сделали совместное заявление, в котором пообещали привлечь Иран к ответственности[143][144].
- 17 апреля 2022 года в Иране были вынесены приговоры военнослужащим, виновным в атаке на рейс PS752. Они получили от года до 13 лет лишения свободы. Самый большой срок получил оператор системы ПВО «Тор», который без приказа командира выпустил две ракеты по Boeing 737-800, опознав его как вражеский самолёт. Также, по решению суда, он должен будет выплатить компенсации родственникам погибших[145][источник не указан 836 дней].

### Комментарии
1. ↑  Значительную часть пассажиров составляли канадские студенты, аспиранты, исследователи и преподаватели иранского происхождения из 19 университетов Канады[25], возвращавшиеся в Канаду после рождественских каникул. Перелёт с пересадкой в Киеве был выбран по соображениям экономии и удобства стыковки с рейсом, летящим в Торонто
2. ↑  По первоначальным данным МИД Украины, погибли граждане: Ирана — 82; Канады — 63; Украины — 11; Швеции — 10; Афганистана — 4; Германии — 3; Великобритании — 3[34].
3. ↑  МИД Германии опроверг заявление о наличии граждан с немецким гражданством на борту[36], 3 резидента Германии были с афганским, а не немецким гражданством, но ошибочно были причислены к лицам с немецким гражданством[37]
4. ↑  146 человек на борту вылетели по иранским паспортам, но у многих из них было более одного гражданства, в таблице они были записаны не под иранским гражданством[39]
5. ↑  МИД Швеции заявило о гибели 17 резидентов Швеции[40]
6. ↑  Известно, что в деревне Бидганех находится военная база «Шахид Модаррес», где располагалось хранилище ракет[53]. 12 ноября 2011 года на этой базе КСИР произошёл крупный взрыв[англ.], в результате которого погиб один из высших офицеров иранской армии, входивший в руководство иранской программы по разработке и производству боевых ракет — генерал Хасан Могаддам[англ.] и ещё около 20 человек[54][55].